# Genrō
Il Genrō (元老?), letteralmente "anziani uomini di stato", era un corpo extra-costituzionale che nel Giappone del periodo Meiji e dell'era Showa ha rappresentato una delle caratteristiche più interessanti della vita politica giapponese.

## Definizione

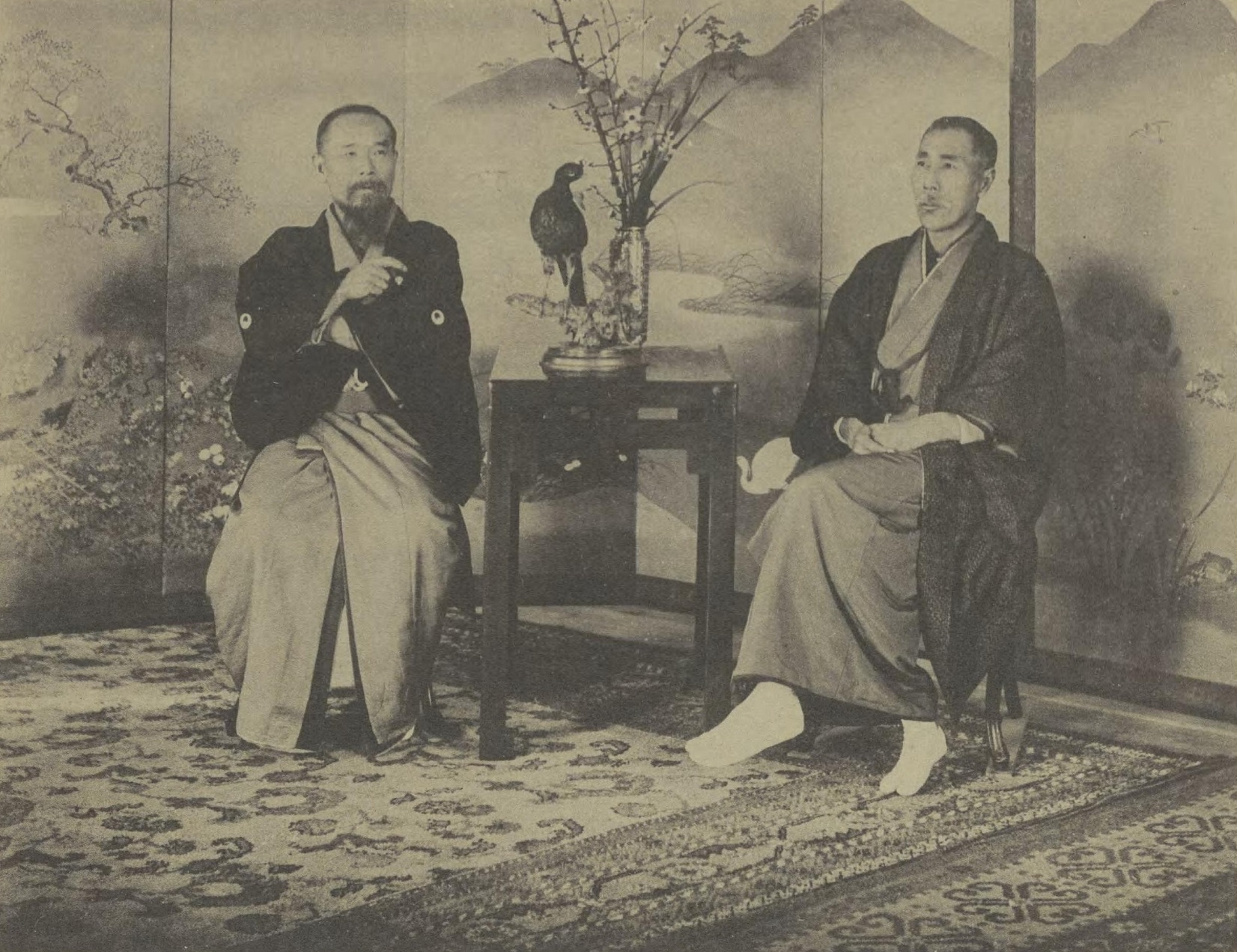
Itō Hirobumi (a sinistra) e Yamagata Aritomo (a destra) nel 1896

Esso non era previsto dalla Costituzione, ma era la fonte reale dell'autorità del Governo: sceglieva il Primo Ministro, consigliava l'Imperatore su tutte le questioni di politica interna ed estera.
Il Genrō (il nome si usa tanto per l'istituzione quanto per ogni individuo che vi appartiene), era un anziano uomo di stato che, al momento di ritirarsi dalla vita politica, riceveva un rescritto imperiale con l'ordine di continuare a porgere i suoi consigli all'Imperatore.
Questa usanza ebbe origine nell'era Meiji, quando il regime costituzionale era alle sue prime esperienze e si sentiva il bisogno di dare una certa continuità alla nuova politica dell'Impero.
I Genrō formarono una specie di comitato fuori del Gabinetto e col passare del tempo, assumendo il regime parlamentare una forma sempre più decisa, molte delle prerogative prima spettanti al Genrō, passarono al Primo Ministro; ecco perché, a partire dagli anni trenta del XX secolo, l'istituzione del Genrō cominciò ad essere desueta. Infatti esisteva allora un solo Genrō (con un'età di 81 anni), Kinmochi Saionji, superstite di quella schiera di uomini che crearono il nuovo Giappone nell'era Meiji.
Saionji fu interpellato dall'Imperatore a proposito delle dimissioni del Primo Ministro Hirota; ma a seguito delle successive dimissioni del Primo Ministro Hayashi fu interpellato solo indirettamente, tramite il Guardasigilli.

## Lista di genrō

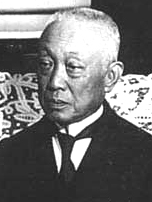
Saionji Kinmochi, ultimo dei genrō

|   | Nome                | Lugo di origine | Nascita          | Morte             |
| - | ------------------- | --------------- | ---------------- | ----------------- |
| 1 | Itō Hirobumi        | Chōshū          | 16 ottobre 1841  | 26 ottobre 1909   |
| 2 | Kuroda Kiyotaka     | Satsuma         | 16 ottobre 1840  | 23 agosto 1900    |
| 3 | Ōyama Iwao          | Satsuma         | 12 novembre 1842 | 10 dicembre 1916  |
| 4 | Inoue Kaoru         | Chōshū          | 16 gennaio 1836  | 1º settembre 1915 |
| 5 | Saigō Tsugumichi    | Satsuma         | 1º giugno 1843   | 18 luglio 1902    |
| 6 | Matsukata Masayoshi | Satsuma         | 25 febbraio 1835 | 2 luglio 1924     |
| 7 | Yamagata Aritomo    | Chōshū          | 14 giugno 1838   | 1º febbraio 1922  |
| 8 | Katsura Tarō        | Chōshū          | 4 gennaio 1848   | 10 ottobre 1913   |
| 9 | Saionji Kinmochi    | Kuge            | 23 ottobre 1849  | 24 novembre 1940  |